# Л’Эро, Патрис
Патрис Л’Эро (фр. Patrice L'Heureux; 1 февраля 1972, Гран-Мер, Квебек, Канада — 7 октября 2018) — канадский боксёр-профессионал, выступающий в супертяжёлой весовой категории.

## Любительская карьера
Бокс стал для Л’Эро видом спорта № 1 далеко не сразу. Отменные физические данные (рост 196 см, вес — свыше 110 кг) Патриса оказались востребованными в Diablos of Trois-Rivieres, канадском футбольном клубе (американский футбол). Впоследствии  приоритеты атлета изменились, и в конце XX столетия он отметился несколькими локальными достижениями в любительских боксерских состязаниях. Так, Л’Эро принимал участие в Играх доброй воли, Панамериканских Играх, выступал за национальную сборную Канады в 1999 году на чемпионате мира в Хьюстоне (США).

## Профессиональная карьера
На профессиональном ринге Л’Эро дебютировал 6 мая 2000 года в возрасте 28 лет, практически все бои в дальнейшем провел в Канаде. Не обладая нокаутирующим ударом, Патрис в каждом поединке пытался максимально использовать свои габариты (неплохо действовал в клинче) и старался удерживать соперников на дистанции, что отчасти компенсировало его низкую скорость передвижения по рингу и недостаточное техническое оснащение.

## 2000—2001 годы
За данный период времени канадец провел 5 боев со слабыми соперниками, побеждая преимущественно по очкам. В конце 2001 года Л’Эро уверенно разобрался с экс-чемпионом Канады в супертяжёлом весе Шэйном Сатклиффом, что позволило Патрису рассчитывать на дальнейшее успешное продолжение карьеры.

## 2002—2003 годы
13 октября 2002 года Л’Эро провел свой первый поединок в США, выиграв у довольно известного американца Билли Замбрана техническим нокаутом в 4 раунде. Однако в следующем бою Патрис выглядел неубедительно, добившись лишь ничьей в противостоянии с типичным представителем полка «джорнимэнов» Уилли Чэпменом. И хотя после этой осечки Л’Эро выиграл до конца 2003 года ещё четыре встречи кряду, отметившись парой эффектных нокаутов, стало ясно — выше «внутриканадского» уровня этому бойцу подняться вряд ли.

## 2004 год
Проведя с начала года два успешных боя,  Л’Эро впервые в профессиональной карьере получил право драться за титул. 13 ноября 2004 года стало счастливым числом для канадца — в поединке за звание сильнейшего супертяжеловеса родной страны Патрис победил техническим нокаутом в 9 раунде десятираундовой схватки своего соотечественника Стива Маккея. Перед Л’Эро вновь забрезжила перспектива боев с более сильными оппонентами.

## 2005 год
26 февраля 2005 года Л’Эро потерпел своё первое поражение в карьере. Американский боец Стив Пеннелл подошёл к поединку с Патрисом с тяжелым грузом от серии  нокаутов в поединках с элитными боксерами категории. Казалось, у канадца есть шансы на успех. Однако габариты оппонента ничуть не поколебали решимости Пеннелла — Л’Эро был безжалостно нокаутирован уже в стартовом раунде. Пережить неудачу Патрису удалось сравнительно легко. Год Л’Эро завершил на мажорной ноте, выдав серию из пяти побед подряд в боях против довольно крепких по местным меркам боксеров. Причем 18 июня ему удалось защитить свой титул чемпиона Канады, переиграв по очкам единогласным решением судей Арта Бинковски.

## 2006 год
12 мая 2006 года Л’Эро предстояло защищать свой чемпионский титул. Помимо этого на кон лег ещё один пояс — чемпиона провинции Квебек, родной провинции Патриса. Соперник подобрался принципиальный и опасный. Франко-канадец Давид Кадо также являлся уроженцем Квебека. К тому же извечное преимущество Л’Эро в росте перед оппонентами в данном случае теряло свою актуальность — соперник был ничуть не ниже. По ходу боя выяснилось, что Кадо гораздо быстрее и точнее, что, впрочем, вряд ли кого-то удивило. Пятимесячный простой со времени последнего поединка явно не повысил боевого тонуса ещё более прибавившего в весе Патриса (свыше 125 кг!), и в седьмом раунде Канада узнала имя своего нового чемпиона в супертяжелой весовой категории. Л’Эро начал подготовку к реваншу, который состоялся 18 ноября. У Патриса было время несколько «подсушиться», подобрать правильную тактику на бой и воплотить её в жизнь, но его возраст уже не располагал к подвигам. В итоге Л’Эро хватило лишь на несколько раундов: один рефери посчитал, что он выиграл один трехминутный отрезок, второй — два, а третий — четыре, однако на итоговый единогласный вердикт в пользу Кадо это, разумеется, не повлияло.

## 26 мая 2007 года Александр Поветкин — Патрис Л’Эро
- Место проведения: Яко-Арена, Бамберг, Бавария, Германия
- Результат: Победа Поветкина нокаутом во втором раунде
- Статус: Рейтинговый бой
- Рефери: Клаус Грисель
- Вес: Поветкин 100,50 кг; Л’Эро 121,70 кг

В 2007 году произошло знакомство Л’Эро с российскими любителями бокса. Никогда ранее не выезжавший за пределы Северной Америки Патрис принял приглашение команды стремительно рвущегося к вершинам супертяжёлого веса молодого «проспекта» Александра Поветкина составить оппозицию её подопечному перед более ответственными боями. В поединке, прошедшем 26 мая в немецком Бамберге, Л’Эро не сумел выстоять против куда более молодого, техничного и быстрого соперника и двух раундов. Поветкин легко прорывался через нечеткий джеб канадца на нужную ему дистанцию и наносил точные разовые и серийные удары. Во втором раунде Л’Эро, зажатый у канатов очередной серией соперника, прекратил всяческое сопротивление.
Вернувшийся на родину Патрис, несмотря на солидный даже для супертяжеловеса возраст, принял решение продолжить карьеру. Через 4 месяца после поражения от Поветкина он сумел вернуть себе титул чемпиона провинции Квебек (CQB), одержав победу по очкам над Стефаном Тессье.

## 2008 год
В 2008 году 36-летний Л’Эро провел один бой. Его профессиональная карьера близится к завершению.

## Интересные факты
Фамилия боксера L’Heureux в переводе с французского означает «счастливчик». Правда, достичь серьёзных высот в боксе она Патрису так и не помогла.